# اینستاگرام فیس
اینستاگرام فیس یک روند اجتماعی برای زنان است که ویژگی‌های خود را برای انطباق با یک قالب واحد تنظیم می‌کنند، چه با اعمال فیلتر بر روی عکس‌های خود در رسانه‌های اجتماعی یا از طریق جراحی زیبایی.
صورت قالب جوان، با پوست بدون منافذ، بدون چین و چروک، گونه‌های بلند، چشم‌های گربه ای، مژه‌های بلند، بینی کوچک و لب‌های شاداب است. دارد.
به گفته جیا تولنتینو، چهره عجیب و غریب اما کاملاً سفید و به‌طور مبهم «قومی» است. این صورت به عنوان «خوب برنزه، با ابروها و شکل چشم آسیای جنوبی، لب‌های آفریقایی-آمریکایی، بینی قفقازی و گونه‌های بومی آمریکا/خاورمیانه» توصیف شده‌است.
از چهره‌های مشهور اینستاگرام فیس می‌توان به کیم کارداشیان، بلا حدید، امیلی راتاجکوفسکی و کندال جنر اشاره کرد.

## تاریخ
جراحی زیبایی از دیرباز در تلاش برای بهبود جذابیت مورد استفاده قرار گرفته‌است. اخیراً، استفاده مکرر از بوتاکس و پرکننده‌های اسید هیالورونیک از سال ۲۰۰۲ جایگزین برخی از جراحی‌ها شده‌است. مجلات برای چندین دهه عکس‌های افراد مشهور را ویرایش کرده‌اند تا نقصهای صورت و بدن را حذف کنند. در سال ۲۰۱۸، آمریکایی‌ها ۷ میلیون تزریق نوروتوکسین و ۲٫۵ میلیون تزریق فیلر انجام دادند و ۱۶٫۵ میلیارد دلار برای جراحی زیبایی هزینه کردند.
اینستاگرام فیس نشان دهنده تغییر از اصلاح عیوب به جستجوی کمال بود. در سال ۲۰۱۵، چالش لب کایلی جنر باعث ایجاد لب‌های خونی، کبودی و متورم در بسیاری از افراد شد.
اینستاگرام فیس متفاوت است زیرا چنین تلاش‌هایی اکنون یک هدف واحد دارند. این روند در میان زنان «حرفه ای زیبا» آغاز شد اما بعداً در رسانه‌های اجتماعی به خصوص در اسنپ چت و اینستاگرام گسترش یافت. فیستون ویژگی‌های ویرایش خاصی را ارائه می‌دهد.